# 4033 Yatsugatake
4033 Yatsugatake è un asteroide della fascia principale. Scoperto nel 1986, presenta un'orbita caratterizzata da un semiasse maggiore pari a 2,2401450 UA e da un'eccentricità di 0,0914710, inclinata di 5,12263° rispetto all'eclittica.
Dal 20 maggio al 17 agosto 1989, quando 4093 Bennett ricevette la denominazione ufficiale, è stato l'asteroide denominato con il più alto numero ordinale. Prima della sua denominazione, il primato era di 3955 Bruckner.
L'asteroide è dedicato alla montagna giapponese presso cui è situato l'omonimo osservatorio.